# Валансьен (футбольный клуб)
«Валансье́н» (фр. Valenciennes FC) — французский футбольный клуб из города Валансьен, выступающий в Лиге 2. Основан в 1913 году. Домашние матчи проводит на стадионе «Стад дю Эно», вмещающем 25 172 зрителей. Главным тренером команды является Режиналд Рэ, а капитаном Себастьян Руде.
Клуб был основан под названием Union Sportive de Valenciennes Anzin (USVA) и выступал под ним до 1 апреля 1996 года, когда был переименован в Valenciennes Football Club. Клуб провёл практически равное количество сезонов в Лиге 1 и Лиге 2: 40 и 36 соответственно. «Валансьен» ни разу не побеждал в высшем дивизионе, но дважды выиграл Лигу 2. В 1998 году был выигран Любительский чемпионат, а в 2005 — Национальный чемпионат. В 1951 году клуб сыграл в своём единственном финале Кубка Франции по футболу.

## История
Футбольный клуб «Валансьен» был основан в 1913 году группой молодых людей, известных только по фамилиям: Кольсоном, Жоли и Були. В связи с тем, что финансовые возможности клуба были ограниченны и из-за начала Первой мировой войны, руководство искало возможности объединения нескольких местных футбольных клубов в один. Объединение было завершено в 1916 году, тогда и было взято название Union Sportive de Valenciennes Anzin (USVA). Следующие 15 лет команда провела в местном чемпионате District de l’Escaut. В 1933 году клуб получил статус профессионального и был заявлен во Второй дивизион(нынешняя Лига 2). «Валансьен» стал одним из клубов-основателей Второго дивизиона.
В первом профессиональном сезоне команда заняла 7-е место в своей группе. В следующем сезоне чемпионат не стали делить на группы и клуб занял 2-е место, заслужив повышение. В тот период важнейшие роли в команде играли иностранцы: англичане Питер О’Дауд и Джордж Гибсон, а также немцы Эдуард Вагги и Игнас Ковальчик. В своём первом же сезоне в Первом дивизионе клуб занял 15-е место и вернулся во Второй дивизион. «Валансьен» финишировал с одинаковым количеством очков с парижским Ред Стар, но так как имел меньше побед и худшую разницу мячей, покинул высший дивизион. После понижения в клубе сменился президент. Им стал человек с фамилией Турбо́, его имя не известно. Вскоре после вступления в должность, новый президент отпустил нескольких иностранных игроков и пригласил в команду таких людей как Эрнест Либерати. Перемены оказались удачными и в 1937 году команда возвращается в Первый дивизион. В том сезоне клуб занял последнее место и снова вернулся во Второй дивизион. На время Второй мировой войны клуб вернул себе любительский статус и 3 из 6 военных лет провёл в любительских чемпионатах.
После войны клуб вновь становится профессиональным и возвращается во Второй дивизион. «Валансьен» вышел в Первый дивизион только спустя десять лет — в сезоне 1956-57. Под руководством Шарля Демилье в 1951 году команда дошла до финала Кубка Франции по футболу, где на стадионе Ив дю Мануар проиграла Страсбуру со счётом 3-0. После возвращения в высший дивизион клуб трижды занимал места в нижней части таблицы. В 1959 году «Валансьен» вышел в финал Кубка Драго, но в дополнительное время проиграл Лансу со счётом 3-2. В сезоне 1959-60 клуб занял 8-е место, что на тот момент стало лучшим достижением, но уже в следующем сезоне занял 19 место в чемпионате и вылетел в низший дивизион. Затем команда вновь вернулась в Первый дивизион и провела там следующие 9 лет. В этот период клуб занял наивысшие позиции за всю свою историю — третьи места в сезонах 1964-65 и 1965-66. После успеха 1965 года главный тренер, Робер Домерг, был заменён на Габи Робера. Однако ни он ни его последователь Луи Провелли не смогли справиться с командой и в 1970 году Домерг снова встал у руля «афинян». За три года клуб трижды сменил прописку (в 1971 году «Валансьен» вылетел во Второй дивизион, в 1972 вернулся в высший, а в 1973 снова его покинул). После этого тренером был назначен Жан-Пьер Дестрюмель.
Проведя начало 70-х чередуя дивизионы, в сезоне 1975-76 клуб вернулся в Первый дивизион имея в составе таких игроков как Брюно Метсю, Доминик Дропси и Дидье Сикс и сумел остаться там на сезон. После того как клуб занял 18 место в 1979 году, Дестрюмель был уволен и руководить командой стал дуэт Эрвина Вильчека и Болека Томовски. Под руководством дуэта клуб оставался в высшем дивизионе до 1983 года. Следующие десять лет команда играла во Втором дивизионе. За это время сменилось пять тренеров, а болельщики начали отдаляться от клуба.
Под руководством Жоржа Пейроша в 1988—1991 годах команда начала показывать гораздо лучшую игру. Пейрош покинул клуб в 1991, а тренером стал Францис Семерцки. В первом же сезоне он вывел клуб в Первый дивизион. После повышения «Валансьен» был втянут в коррупционный скандал с «Олимпик Марселем», что серьёзно испортило клубную репутацию. В скандале были замешаны полузащитник «Марселя» Жан Жак Эдель и один из руководителей — Бернар Тапи, а также игроки «Валансьена» Кристоф Робер, Жак Глассманн и Хорхе Бурручага. Было установлено, что представители «Марселя» дали взятку игрокам «Валансьена», чтобы те не доставили проблем команде, так как через несколько дней «Марсель» должен был играть в Финале Лиги чемпионов УЕФА 1993 с «Миланом». «Марсель» выиграл «Валансьен» со счётом 1-0, а затем стал первым французским клубом-победителем Лиги чемпионов. После того как это стало достоянием общественности, Робер признался в получении взятки; Бурручага сначала это подтвердил, но затем передумал, в то время как Глассманн заявил, что на сделку не соглашался. После этого скандала некоторые игроки покинули клуб, так как тоже подозревались в получении таких же взяток. Сезон 1996-97 клуб начинал уже в Любительском чемпионате Франции, так как был признан банкротом.
1 апреля 1996 года клуб был переименован в Valenciennes Football Club и занял 6-е место под новым именем. В следующем сезоне клуб стал победителем в своём дивизионе. Следующие семь сезонов команда провела в Национальном чемпионате, вернувшись на сезон в любительскую лигу. В сезоне 2004-05 «Валансьен» вышел в Лигу 2, а в следующем сезоне поднялся в Лигу 1 под руководством Антуана Комбуаре.

### Сезон 2013/14
Перед сезоном клуб покинули несколько хороших игроков: Карлос Санчес и Гаэль Даник, сыгравшие за «Валансьен» 155 и 180 матчей соответственно. Также команду покинул перспективный молодой игрок Николя Изима-Мирен.
Выиграв первый матч сезон против «Тулузы» со счётом 3-0, команда проиграла 7 матчей подряд. 7 октября вничью был сыгран выездной матч с «Реймсом», 10 числа уволили Даниэля Санчеса, а 14 октября руководство назначило нового тренера. Им стал бельгийский специалист Ариэль Якобс, контракт был подписан по схеме «2+1».
4 мая 2014 года после поражения от «Бордо» (0:1) «Валансьен» лишился шансов сохранить прописку в Лиге 1 на следующий сезон.

## Достижения
- Чемпионат Франции
  - Бронзовый призёр (2): 1964/65, 1965/66

- Дивизион 2/Лига 2
  - Победитель (2): 1971/72, 2005/06
  - 2-е место (5): 1934/35, 1936/37, 1961/62, 1974/75, 1991/92

- Дивизион 3/Лига 3
  - Победитель: 2004/05

- Любительский чемпионат Франции по футболу
  - Победитель: 1997/98

- Кубок Франции
  - Финалист: 1951

## Футболисты, сыгравшие 100 и более матчей
Сыграли 100 и более матчей

| - Милан Бишевац - Жозеф Боннель - Эрик Шел - Бернар Шьярелли - Рено Коад - Гаэль Даник - Давид Дюкуртью - Лоран Дюфресн - Жаки Дюгеперо - Жозеф Йегба-Майя - Франсис Жийо - Жак Глассман - Гий Гиллен - Жан-Пьер Гино | - Патрик Жесковьяк - Давид Клян - Болек Косик - Пьер Нюбер - Николя Пеннето - Кристиан Пезан - Жан-Клод Пьюми - Нуреддин Куричи - Жан-Пьер Кусковьяк - Тьери Люрей - Жозеф Магьера - Серж Маснагетти - Рюди Мате - Вольфганг Матцки | - Луи Провелли - Давид Режис - Жозе Саэз - Карлос Санчес - Стив Савидан - Дидье Сикс - Жан-Пьер Темпе - Бенуа Тий - Моди Траоре - Петрус Ван Рейн - Ян Враже - Брюно Заремба - Брюно Метсю - Робер Жак |

## Форма

### Домашняя
| 2015/16 | 2016/17 | 2017/18 | 2018/19 | 2019/20 | 2020/21 | 2021/22 | 2022/23 | 2023/24 | 2024/25 |

### Гостевая
| 2015/16 | 2016/17 | 2017/18 | 2018/19 | 2019/20 | 2020/21 | 2021/22 | 2022/23 | 2023/24 | 2024/25 |

### Резервная
| 2016/17 | 2017/18 | 2018/19 | 2020/21 | 2021/22 | 2022/23 | 2024/25 |

Источники:,